# 忌み小屋

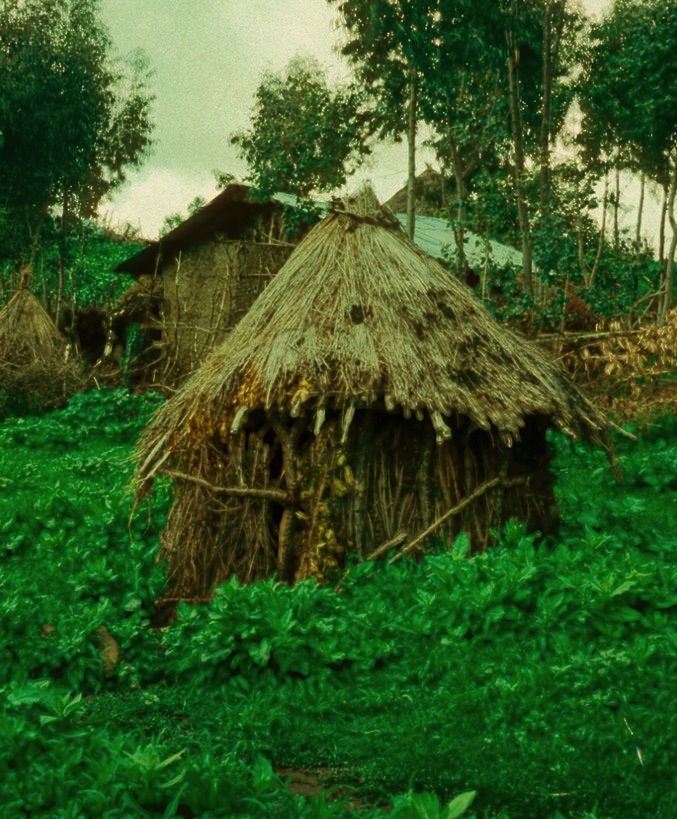
エチオピア北部のユダヤ人の村のニッダー（月経の女）小屋。『旧約聖書』レビ記では、月経中の女性は7日間穢れた（ニッダー）状態にあり、彼女が触れた人も物も夕方まで穢れるとされている。

忌み小屋（いみこや）、忌屋（いみや）とは、昔女性が出産する際、または月経中に使用された小屋。月経小屋（英: Menstruation hut）とも。

## 概説
月経中の女性や経血を穢れ、畏れの対象とする社会は多い。世界的に「血穢（経血の穢れ）」に基づく「月経不浄視」があり、世界各地で、月経中の女性を小屋に隔離する慣習や、月経中の女性は舟に乗ってはいけない、食品を加工してはいけない、といった、月経に関して女性の行動を制限する決まりが見られる。女性不浄視に基づく女性差別的な風習であり、現代では一部で続いているが、近代化に伴い廃れている。一方、月経小屋に集まって過ごす時間は、先輩から様々な知恵を学ぶ等、女性達にとって特別なものでもあった。

### 日本
日本では、出産に際して用いられる産小屋（産屋とも）と兼ねる場合もあった。さらに、 広く忌みに服するための他屋（あるいは他家、田屋）や、一時使用のための仮屋も月経・出産に際して用いられた。同じく忌み小屋や忌屋も字義通りなら広く忌みの状態にある人のいる家屋をさした。
日本では元々、月経は神聖視され、穢れとは考えられていなかった。古代の日本では、血は忌むべきものではなく、血には霊力が宿り、豊穣をもたらすと考えられ、月経があるがゆえに女性は神と交流できると考えられていた。出血しても死に至ることのない月経は「神のみがなせる神秘の出来事」であり、月経期間中は神聖視され、それゆえに別火、別屋で過ごした。
男性支配が強まる大和朝廷の頃には、月経は徐々に畏れられると同時に、不気味なもの、穢れたものとして忌避されるようになっていったと考えられる。当初の女性および月経に対する穢れ観は、祓いで消滅する一時的なものというものだったが、沖縄などの一部の地域を除き、月経を恒常的・永続的に、秘すべき、恥ずべき、忌むべきものと見る月経の穢れ観が徐々に浸透していった。月経の神聖視は薄まりながらも、平安時代中頃まで続いていたが、平安京の貴族社会を中心に穢れとしての月経観が定着していった。日本仏教は、室町時代（15世紀）に日本に伝わった偽経「血盆経」信仰を布教し、出産・月経の出血の罪業で女性は死後血の池地獄に堕ちるが、血盆経を唱えれば救済されると説き、女性信者を集めており、日本には全国的に、血穢に基づく女性に対する忌小屋等の習俗は、血盆経信仰が熱心に行われた地域で特に多い。
ひろさちやは、月経中の女性は穢れ（気が枯れている）の状態で、それゆえに月経中の女性がこれ以上消耗しないために忌み小屋で夫と離れて一時期に生活していたとしている。「穢れ」は「汚い」という意味ではなく、「気が枯れている」、つまり生命力が落ちている状態を指すという。
島根県古代文化センターの石山祥子は、月経中の女性が隔離される風習の根底にある思想自体は支持できるものではないが、日々の労働や家事から離れ安静に過ごせる面もあったと述べており、女性からは「体を休めることができた」という声もある。一方、裁縫などの労働を「普段以上に強いられていた」という証言も残されている。
月経を穢れたものとする観念は、1872年（明治5年）に明治政府が法令を発布し廃止されたが、実際にはすぐに解消されたわけではなく、戦後まで根強く残っていた地域もあった。忌小屋の習慣は地方によっては比較的近年まで行われており、家族と離れて食事を取る風習が戦後まで続いたところもあった。

### アジア
近年ではネパールで2016年に10代の女子が月経小屋で死亡しており、現在も続き、過酷な風習となっている地域もある。
ネパールの月経小屋の慣習チャウパディはヒンドゥー教に根差しており、不衛生、寒さ、栄養不足等によって病気になったり、性的暴行を受けたり、野生動物に襲われるなどの被害を受けたり、命を失うこともある。チャウパディは2018年に非合法化したが、慣習が終わったわけではない。2019年には、月経小屋内で暖を取るための火の換気不良により亡くなった21歳の女性の件で義兄が逮捕された事例が報道されている。

## 類例について言及・描写のある作品
- 『銀の海 金の大地』 - 大和王権初期の近畿を舞台した氷室冴子の少女向け歴史ファンタジー小説。月経小屋のエピソードがある。隔月刊小説誌『Cobalt』に1991年から1995年にかけて発表された。
- 『赤い天幕（英語版）』 - アニータ・ディアマント（英語版）による1997年の歴史小説。ハヤカワepi文庫に収録されている。ISBN 4151200134。